# Bombardeo de Sakiet Sidi Youssef

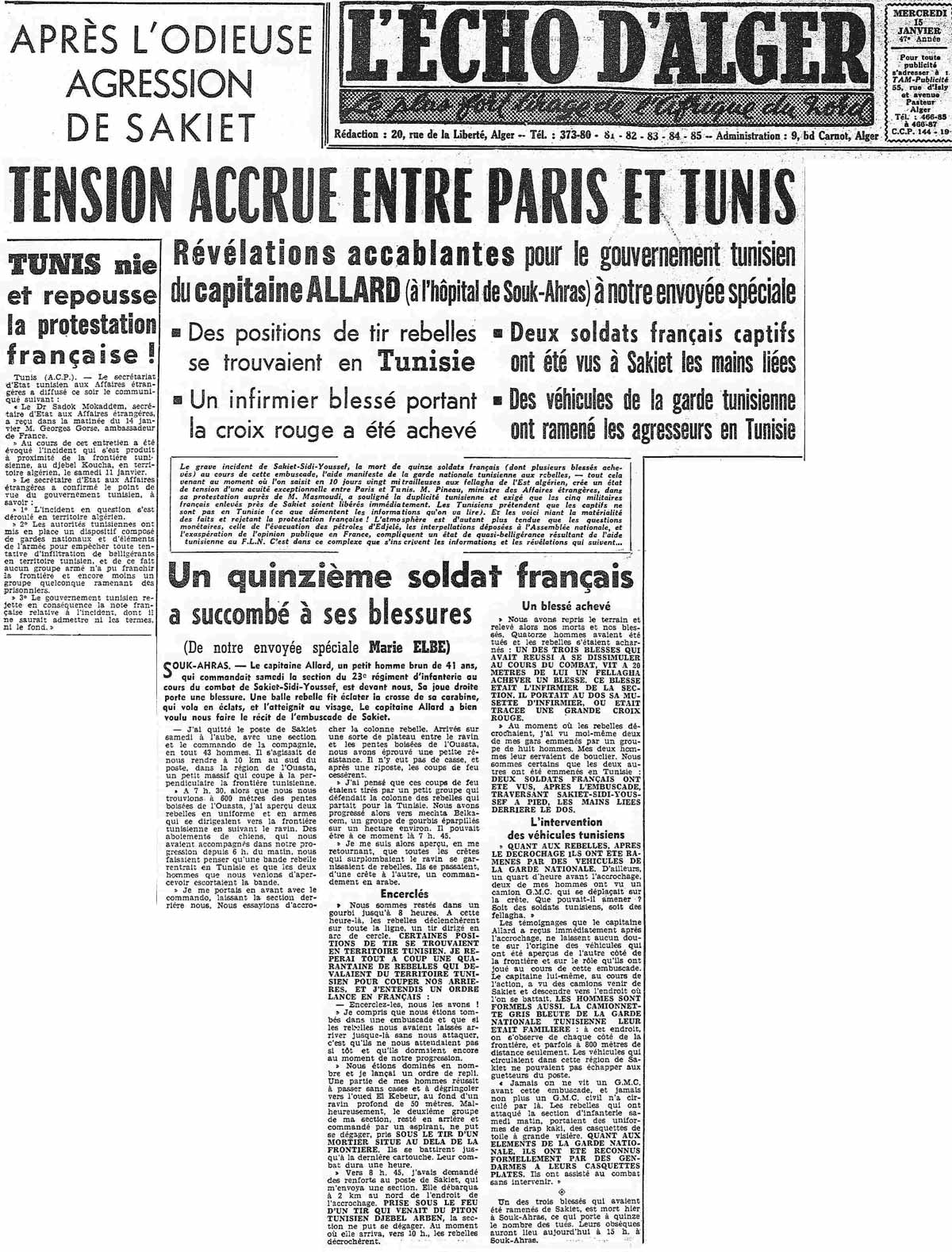
Titulares del diario L'Écho d'Alger del 15 de enero de 1958, dando cuenta del grave incidente acontecido en Tunicia.

El bombardeo de Sakiet Sidi Youssef fue una operación militar de las fuerzas armadas de Francia durante la guerra de Argelia (1954-1962), que resultó en un ataque a la localidad tunecina de Sakiet Sidi Youssef, el 8 de febrero de 1958, causando la muerte de varias decenas de civiles. 
La operación abrió una crisis diplomática entre Francia y Túnez, que alcanzó una dimensión internacional, tras las protestas y denuncia del gobierno tunecino al consejo de seguridad de Naciones Unidas, provocando la caída del presidente del Consejo de la República francesa, Félix Gaillard, y la retirada de las bases francesas en su antigua colonia, permitiendo la vuelta al poder del general De Gaulle.

## Historia
En vísperas de 1958, la guerra que convulsiona la Argelia francesa se encuentra en pleno desarrollo, mientras el ejército francés es con frecuencia hostigado en las fronteras occidentales por combatientes independentistas argelinos del Ejército de Liberación Nacional (Armée de Libération Nationale) que encuentran en Túnez cobertura logística y refugio. El ejército francés acusa al gobierno de Túnez de apoyar estas acciones y planifica una intervención en el territorio soberano de aquel.
La excusa para la intervención llega tras una serie de incidentes a principios de febrero de 1958. El 2 de febrero, los independentistas consiguen capturar a cuatro soldados franceses en la proximidad de la frontera, siendo conducidos a la región interior tunecina de Le Kef. El presidente del Consejo, Félix Gaillard, encarga entonces al general Duchalet que entregue un mensaje al presidente tunecino Habib Bourguiba, pero éste rechaza tanto recibir a este general como, posteriormente, al jefe del gabinete francés, enviado por Gaillard como alternativa. Bourguiba justificó su decisión reclamando el envío de una fuerza de interposición de Naciones Unidas, causando mayor malestar en París, que procuraba evitar la internacionalización del conflicto.
El 8 de febrero, el ejército francés constata el ametrallamiento de un avión desde posiciones en Tébessa. El general en jefe de la 5ª región aérea, Edmond Jouhaud, propone entonces una acción de castigo aérea y obtiene la autorización de Gaillard y del ministro de Defensa, Jacques Chaban-Delmas. Jouhaud envía 25 aeronaves, de ellas 11 bombarderos Martin B-26 Marauder y 12 cazas NA.T6 de la agrupación EALA 12/72, con base en Annaba, que atacan la población, provocando, según el balance de los tunecinos, 72 muertos, de los cuales 12 son niños, y numerosos heridos.
En reacción a la noticia, el gobierno tunecino decreta la expulsión de 5 cónsules franceses, ordena el bloqueo de las bases y cuarteles militares franceses todavía en suelo de su antigua colonia y promueve una visita del lugar de los hechos de periodistas y representantes internacionales. Poco después, tras la denuncia del gobierno frente al Consejo de Seguridad, Naciones Unidas envía también una misión de mediadores anglo-americanos, con lo que el incidente alcanza ya una dimensión mundial.
Ante la polémica creada, la Asamblea Nacional de Francia vota el cese de todo el gabinete de Félix Gaillard el 15 de abril, abriendo el retorno al poder de Charles de Gaulle. El 17 de junio, Túnez y París firmaron un acuerdo por el que se decidía la evacuación de todas las tropas francesas acantonadas en el país, a excepción de la base de Bizerta.